# Ordningsteori
 Denne artikel bør gennemlæses af en person med fagkendskab for at sikre den faglige korrekthed.
    Hvad hedder order theory på dansk - ordningsteori?

Ordningsteori (eng. order theory?) er en gren af matematik som undersøger den intuitive ordensbegreb via binære relationer. Ordningsteori tilbyder en formel ramme til at lave beskrivende udsagn såsom "denne er mindre end dette" eller "denne er foran dette".
| Matematik | Spire Denne artikel om matematik er en spire som bør udbygges. Du er velkommen til at hjælpe Wikipedia ved at udvide den. |